# Ikemoto Tomoki
Tomoki Ikemoto (池元 友樹 Ikemoto Tomoki, sinh ngày 27 tháng 3 năm 1985 ở Kitakyūshū, Fukuoka) là một cầu thủ bóng đá người Nhật Bản thi đấu cho Giravanz Kitakyushu.

## Thống kê sự nghiệp câu lạc bộ
Cập nhật đến ngày 23 tháng 2 năm 2018.
| Thành tích câu lạc bộ | Thành tích câu lạc bộ | Thành tích câu lạc bộ | Giải vô địch | Giải vô địch | Cúp                   | Cúp                   | Cúp Liên đoàn | Cúp Liên đoàn | Tổng cộng | Tổng cộng |
| Mùa giải              | Câu lạc bộ            | Giải vô địch          | Số trận      | Bàn thắng    | Số trận               | Bàn thắng             | Số trận       | Bàn thắng     | Số trận   | Bàn thắng |
| Nhật Bản              | Nhật Bản              | Nhật Bản              | Giải vô địch | Giải vô địch | Cúp Hoàng đế Nhật Bản | Cúp Hoàng đế Nhật Bản | Cúp Liên đoàn | Cúp Liên đoàn | Tổng cộng | Tổng cộng |
| --------------------- | --------------------- | --------------------- | ------------ | ------------ | --------------------- | --------------------- | ------------- | ------------- | --------- | --------- |
| 2005                  | New Wave Kitakyushu   | JRL (Kyushu)          | 10           | 15           | -                     | -                     | -             | -             | 10        | 15        |
| 2006                  | New Wave Kitakyushu   | JRL (Kyushu)          | 16           | 12           | -                     | -                     | -             | -             | 16        | 12        |
| 2006                  | F.C. Gifu             | JRL (Tokai)           | 0            | 0            | -                     | -                     | -             | -             | 0         | 0         |
| 2007                  | Kashiwa Reysol        | J1 League             | 1            | 0            | 0                     | 0                     | 1             | 0             | 2         | 0         |
| 2008                  | Yokohama FC           | J2 League             | 32           | 7            | 2                     | 1                     | -             | -             | 34        | 8         |
| 2009                  | Yokohama FC           | J2 League             | 40           | 4            | 0                     | 0                     | -             | -             | 40        | 4         |
| 2010                  | Giravanz Kitakyushu   | J2 League             | 31           | 2            | 2                     | 0                     | -             | -             | 33        | 2         |
| 2011                  | Giravanz Kitakyushu   | J2 League             | 36           | 10           | 1                     | 1                     | -             | -             | 37        | 11        |
| 2012                  | Giravanz Kitakyushu   | J2 League             | 34           | 7            | 1                     | 0                     | -             | -             | 35        | 7         |
| 2013                  | Giravanz Kitakyushu   | J2 League             | 29           | 7            | 2                     | 0                     | -             | -             | 31        | 7         |
| 2014                  | Giravanz Kitakyushu   | J2 League             | 42           | 15           | 4                     | 0                     | -             | -             | 46        | 15        |
| 2015                  | Matsumoto Yamaga      | J1 League             | 8            | 1            | 1                     | 0                     | 4             | 1             | 13        | 2         |
| 2016                  | Giravanz Kitakyushu   | J2 League             | 25           | 6            | 0                     | 0                     | -             | -             | 25        | 6         |
| 2017                  | Giravanz Kitakyushu   | J3 League             | 32           | 16           | 1                     | 0                     | -             | -             | 33        | 16        |
| Tổng cộng sự nghiệp   | Tổng cộng sự nghiệp   | Tổng cộng sự nghiệp   | 336          | 102          | 14                    | 2                     | 5             | 1             | 355       | 105       |